# Taipei chinois aux Jeux olympiques d'hiver de 2022
Taïwan, sous le nom de Taipei chinois, participe aux Jeux olympiques de 2022 à Pékin en Chine. Il s'agit de sa 13e participation à des Jeux d'hiver.

## Cérémonies
Selon les premières déclarations de l'administration des sports du ministère de l'Éducation, les athlètes de la délégation taïwanaise ne devaient initialement pas participer aux cérémonies d'ouverture et de clôture, officiellement pour des raisons logistiques ainsi que des précautions liées à la pandémie de Covid-19,. Cette décision peut faire écho aux cas similaires des délégations chinoises s'étant parfois abstenues par le passé de prendre part aux cérémonies de compétitions sportives organisées sur le territoire taïwanais, notamment les Jeux mondiaux de 2009 de Kaohsiung. Néanmoins, après la notification du Comité international olympique à l'ensemble des comités nationaux olympiques requérant la présence de représentants aux deux cérémonies, le Comité olympique de Taipei chinois déclare qu'il se conformerait à cette requête.
La patineuse de vitesse Huang Yu-ting (en) et le skieur Ho Ping-jui sont les porte-drapeau de la cérémonie d'ouverture. Pour la cérémonie de clôture, la skieuse Lee Wen-yi prend le rôle de porte-drapeau.

## Athlètes
La délégation taïwanaise comprend 4 athlètes, inscrits dans 3 des 15 sports olympiques. En incluant les entraîneurs et autres membres du personnel sportif, elle se compose au total de 15 personnes.
| Sport               | Hommes | Femmes | Total |
| ------------------- | ------ | ------ | ----- |
| Luge                | 0      | 1      | 1     |
| Patinage de vitesse | 0      | 1      | 1     |
| Ski alpin           | 1      | 1      | 2     |
| Total               | 1      | 3      | 4     |

## Bilan
La délégation taïwanaise ne remporte aucune médaille lors des Jeux olympiques de 2022.

## Résultats

### Luge
Lin Sin-rong (de) est qualifiée pour l'épreuve individuelle femmes. Au terme des trois premières courses, elle se classe à la 31e place.
| Athlètes     | Épreuve          | Course 1      | Course 1 | Course 2      | Course 2 | Course 3      | Course 3 | Course 4 | Course 4 | Total         | Total |
| Athlètes     | Épreuve          | Temps         | Rang     | Temps         | Rang     | Temps         | Rang     | Temps    | Rang     | Temps         | Rang  |
| ------------ | ---------------- | ------------- | -------- | ------------- | -------- | ------------- | -------- | -------- | -------- | ------------- | ----- |
| Lin Sin-rong | Monoplace femmes | 1 min 1 s 550 | 32e      | 1 min 1 s 057 | 29e      | 1 min 1 s 004 | 30e      | Éliminée | Éliminée | 3 min 3 s 611 | 31e   |

### Patinage de vitesse
Huang Yu-ting (en) est qualifiée pour les épreuves femmes de 500, 1 000 et 1 500 mètres. Elle termine à la 26e place des épreuves du 1 500 mètres et du 500 mètres, puis se classe à la 24e place de celle du 1 000 mètres.
| Athlète       | Épreuve      | Course        | Course |
| Athlète       | Épreuve      | Temps         | Rang   |
| ------------- | ------------ | ------------- | ------ |
| Huang Yu-ting | 500 mètres   | 39 s 23       | 26e    |
| Huang Yu-ting | 1 000 mètres | 1 min 17 s 35 | 24e    |
| Huang Yu-ting | 1 500 mètres | 2 min 0 s 78  | 26e    |

### Ski alpin
Lee Wen-yi et Ho Ping-jui sont respectivement qualifiés pour l'épreuve femmes et hommes de slalom. Cette participation marque le retour de la délégation taïwanaise dans la discipline après près de 30 ans d'absence.
Lee Wen-yi, en tant que première athlète féminine taïwanaise dans l'histoire olympique du ski alpin, complète ses deux courses et finit à la 50e place sur 88 participants. Elle se distingue notamment lors de la première manche, pour avoir remonté la piste après avoir manqué une porte ; enregistrant le dernier temps, elle évite néanmoins la disqualification et complète ainsi les deux manches, à l'inverse d'une trentaine d'autres athlètes,,.
De la même manière que Lee Wen-yi, son homologue masculin Ho Ping-jui remonte la pente en début de parcours après avoir manqué une porte ; finalement, il ne termine pas cette première manche après une chute en fin de piste.
| Athlète     | Épreuve       | 1re manche    | 1re manche | 2e manche    | 2e manche | Total         | Total   |
| Athlète     | Épreuve       | Temps         | Rang       | Temps        | Rang      | Temps         | Rang    |
| ----------- | ------------- | ------------- | ---------- | ------------ | --------- | ------------- | ------- |
| Lee Wen-yi  | Slalom femmes | 1 min 36 s 49 | 58e        | 1 min 9 s 55 | 50e       | 2 min 46 s 04 | 50e     |
| Ho Ping-jui | Slalom hommes | Abandon       | Abandon    | Éliminé      | Éliminé   | Éliminé       | Éliminé |